# (16116) Balakrishnan
(16116) Balakrishnan (1999 XQ29) – planetoida z grupy pasa głównego asteroid okrążająca Słońce w ciągu 3,72 lat w średniej odległości 2,4 j.a. Odkryta 6 grudnia 1999 roku.